# Итальянский прус
Италья́нский прус, или прус оазисный, или саранча итальянская (лат. Calliptamus italicus) — вид насекомых из семейства саранчовых (Acrididae).

## Распространение
Ареал итальянского пруса охватывает бо́льшую часть Средиземноморья и значительную часть Западной Азии. На севере этот вид достигает центральных районов Европы и лесостепной зоны Западной Сибири. Не найден в северных частях Франции, Германии и Польши. На юге довольно широко расселён по северному побережью Средиземного моря, а также на Ближнем Востоке (кроме юга). Отсутствует в Африке. Весьма обычен в Иране и Афганистане, но не достигает их южных границ.
В западной части ареала итальянский прус почти не выходит к атлантическому побережью, на востоке — достигает Оби. Его отдельные локальные популяции обнаружены на правобережье Оби — от Сузунского района Новосибирской области до Бийска. Южнее он встречается в Северо-Западном Алтае, ещё южнее — не переходит водораздел Оби и Иртыша и Монгольский Алтай.

## Описание
Тело взрослой особи средних размеров: самца — 14—28 мм и самки — 21—41 мм в длину. Хорошо развитые надкрылья, с редким жилкованием, достигают 10—22 у самцов и 14—32 мм у самки. Задние крылья немного короче чем надкрылья и довольно узкие. Задние бёдра довольно толстые и короткие (длина бедра 3,2—3,8 раза превышает наибольшую ширину).

## Хозяйственное значение
В районах с развитым сельским хозяйством он является ярым вредителем сельских культур. И личинки, и имаго сильно вредят посевам зерновых злаков, бобовых, столовой и сахарной свеклы, многим пасленовым, крестоцветным, тыквенным, маку, подсолнечнику, гречишным и лекарственным культурам, хлопчатнику, льну, клещевине, овощным и эфироносным культурам, конопле, кунжуту, кенафу, молодым растениям различных плодовых, ягодных и лесных древесных и кустарниковых пород, винограду, а также пастбищам и сенокосным угодьям.

## Вспышки массового размножения
Вспышки массового размножения итальянской саранчи носят цикличный характер (в среднем, каждые 10—12 лет): в Казахстане и соседних регионах России они отмечались в 1909—1912, 1924—1927, 1931—1933, 1944—1947, 1953—1956, 1967—1970, 1977—1982, 1988—1991, 1997—2003 гг.
С 2005 года начался очередной цикл динамики численности саранчовых. В ряде субъектов РФ в 2010—2013 гг. объявлялись чрезвычайные ситуации по саранче